# Shamjal (título)

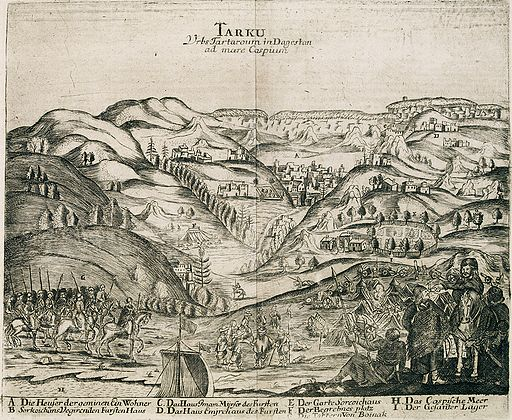
Ilustración de Tarkí, capital del Shamjalato.

Shamjal es el título utilizado por los gobernantes del pueblo cumuco en Daguestán y Cáucaso del Nordeste entre los siglos VIII y XIX. Desde el siglo XVI, la capital del Shamjalato es Tarkí, y el estado es conocido como Shamjalato de Tarkí.

## Origen del título

### Versión árabe
Para los historiadores V. V. Bartold y M. A. Poliévktov, el título 'shamjal' podría provenir del nombre del gobernante Shajbal designado por los árabes en Kumuj. Según la crónica Derbent-Nameh, cuya autoría se desconoce, un hermano del califa Hisham ibn Abd al-Malik, llamado Moslim, comandante de las fuerzas musulmanas en Daguestán, una vez capturada Kumuj, nombró a Shajbal como su gobernador. En Tarih-Dagistan, el nombre shamjal se refiere al nombre del primer designado por los árabes en Kumuj, en la montañosa Daguestán.
V. Bartold también puntualizó que el término 'Shamjal' es una forma posterior de la forma original Shawjal, que es mencionado en fuentes rusas y persas (Nizam ad-Din Shami y Sheref ad-din Yezdi). y persas (Nizam ad-Din Shami y Sheref ad-din Yezdi). El historiador de Daguestán, Shijsaídov escribió que la versión que afirmaba ascendencia árabe estaba a favor de la dinastía y los clérigos (los descendientes del profeta Mahoma). A. Kandaúrov escribió que la versión árabe fue elaborada por los propios shamjales. Además, el título de shamjal no es mencionado en las obras de los historiadores y geógrafos árabes medievales.

### Versión turca
Entre los partidarios de la versión turca de la creación del estado de Shamjal se encuentra el historiador de los Lak, Ali Kayáiev:

Shamjal no era descendiente de Abbas Hamza sino que era un turco, que vino con sus compañeros. Después de él, el Shamjalato se convirtió en un estado hereditario.

Esta versión también estaba apoyada por el historiador Fahrettin Kirzioglu, el historiador de principios del siglo XX D. H. Mamáiev, Halim Gerey Sultan, Mehmet-Efendi, y otros. El historiador daguestaní, R. Magomédov escribió que:

Existen las pruebas necesarias para relacionar el término con la Horda de Oro, pero no con los árabes. Se puede pensar que en el período de los mongoles-tártaros pusieron un gobernante cumuco en ese estado.

El profesor ruso de estudios orientales, doctor en Ciencias Históricas I. Záytsev, también compartió la opinión de que el Shamjalato era un estado cumuco con su capital en la ciudad de Kumuk (escrito así en fuentes medievales). Mientras estudiaba los trabajos de los historiadores timúridos Nizam ad-Din Shami y Sheref ad-din Yezdi, los historiadores soviéticos V. Romaskévich y S. Volin y el historiador uzbeko Ashraf Ajmédov, así como el profesor en estudios alanos O. Bubenok, llaman a Gazi-Kumuk (también Gazi-Kumukluk en fuentes medievales) al área del Shamjalato como las tierras de los kumyks (cumucos).